# Javad Tabatabai
Javad Tabatabai (persană جواد طباطبایی; n. 14 decembrie 1945, Tabriz, Provincia Azarbaidjanul de Est, Iran – d. 28 februarie 2023, Irvine, California, SUA) a fost un profesor și prodecan al Facultății de Drept și Științe Politice de la Universitatea din Teheran. După ce continuă studiile în teologie, drept și filozofie, el a obținut doctoratul (Doctorat d'État) în filosofia politică de la Universitatea din Paris 1 Panthéon Sorbonne, cu o disertație în filosofie politică a lui Hegel. El a fost un coleg invitat la Wissenschaftskolleg zu Berlin (Institutul pentru Studii Avansate, Berlin), precum și la Institutul Moynihan de Afaceri Globale de la Universitatea Syracuse. Tabatabai a publicat o serie de cărți despre istoria ideilor politice din Europa și Iran. La 14 iulie 1995, a fost decorat cu Ordre des Palmes Académiques în grad de cavaler.